# Anh đào Yoshino
Cerasus yedoensis là loài thực vật có hoa trong họ Hoa hồng. Loài này được (Matsum.) A.N. Vassiljeva mô tả khoa học đầu tiên năm 1957.
Prunus × yedoensis (anh đào Yoshino; tiếng Nhật: 染井吉野櫻/ソメイヨシノ Somei-yoshino) là một loại anh đào lai ghép với nguồn gốc không rõ, có lẽ là giữa Prunus speciosa và Prunus subhirtella. Nó mọc như là loại cây lai ghép tại Nhật Bản, trong đó nó được gieo trồng rất lâu đời tại Yoshino và một số nơi khác. Hiện nay nó là giống cây anh đào được gieo trồng phổ biến nhất để lấy hoa trong khu vực ôn đới khắp thế giới.

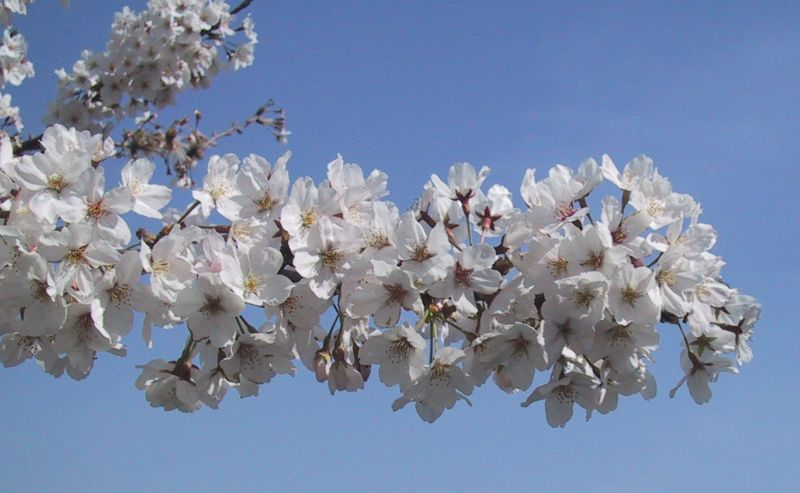
Một cành đang ra hoa

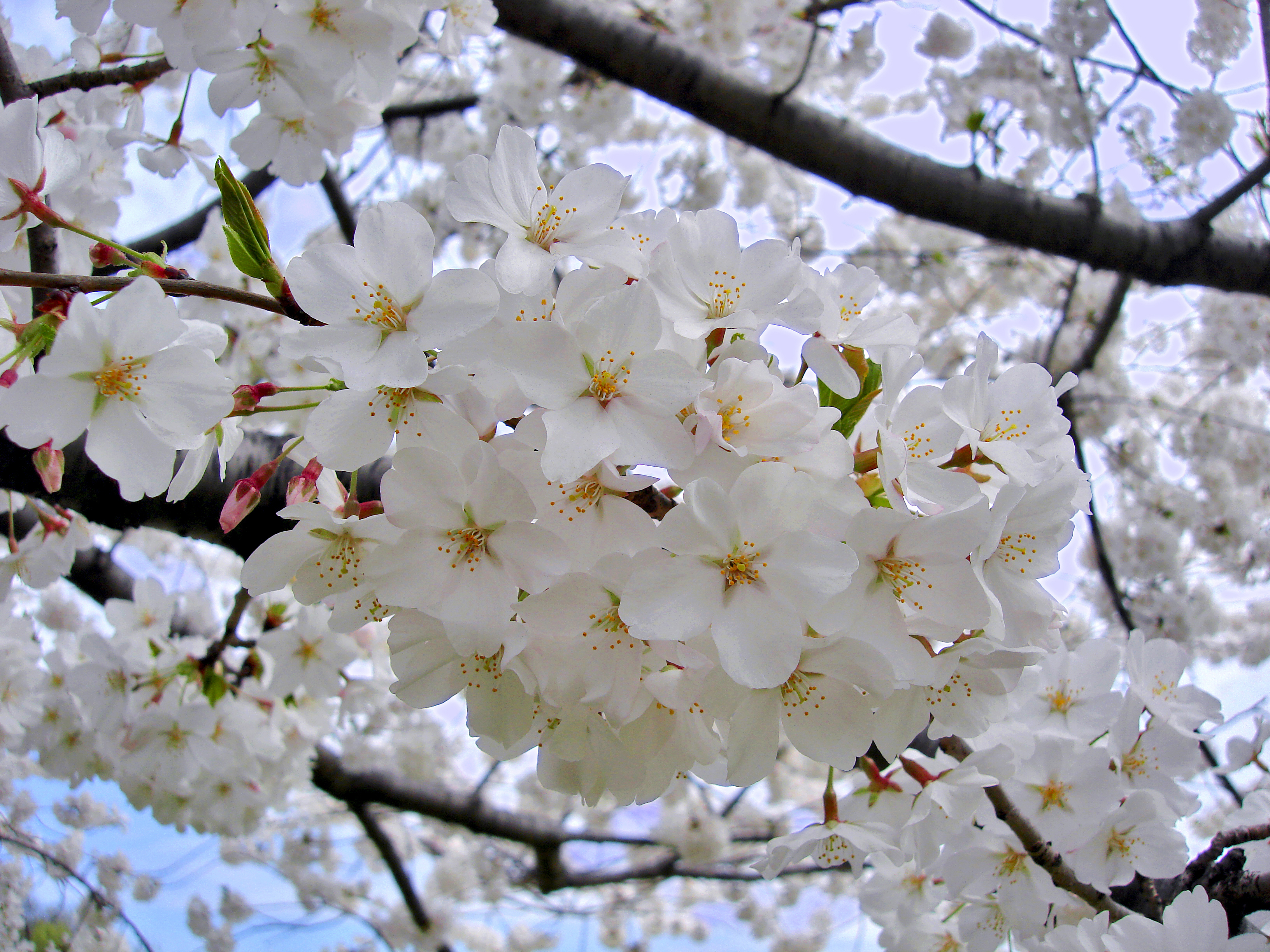
Hoa

Loài anh đào này là cây thân gỗ nhỏ có lá sớm rụng, khi trưởng thành cao khoảng 5–12 m (ít khi tới 15 m). Nó mọc được trong khu vực có cấp độ chịu lạnh theo USDA Hoa Kỳ là 5-8 (từ -12 tới -29 °C) và phát triển tốt trong điều kiện nhiều nắng, đất ẩm ướt nhưng thoát nước tốt. Các lá mọc so le, dài 6–15 cm và rộng 4–7 cm, với mép lá khía răng cưa; thường có màu đồng khi mới ra và dần dà trở thành xanh lục khi mùa hè tới. Các hoa xuất hiện trước khi ra lá vào đầu mùa xuân; chúng có mùi thơm, đường kính 3-3,5 cm với 5 cánh hoa màu trắng hay hồng nhạt. Chúng mọc thành cụm gồm 5 tới 6 hoa. Quả là dạng quả hạch hình cầu nhỏ, đường kính 8–10 mm, là nguồn cung cấp thức ăn quan trọng cho nhiều loài chim và thú, bao gồm các loài bông lau (Erithacus rubecula) và hoét. Quả chứa ít cùi thịt và nhiều nước quả đặc màu đỏ, có thể tạo vết bẩn màu đỏ gạch trên quần áo. Đối với con người thì quả của nó chỉ hơi ngọt.

## Gieo trồng và sử dụng

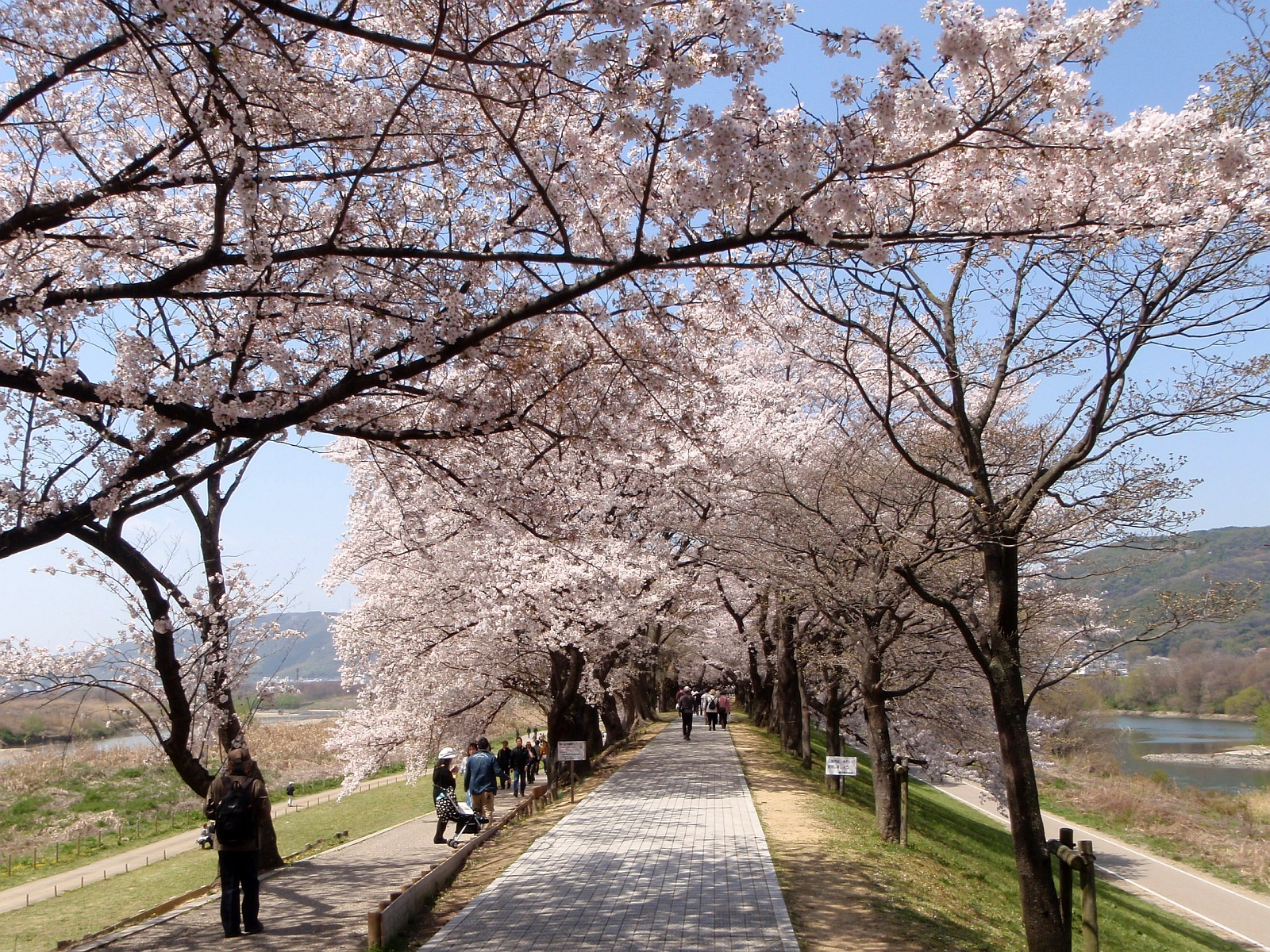
Bên dòng sông Yodogawa tại Kyoto

Do có hương thơm, hoa màu hồng nhạt, hình dáng tao nhã và kích thước có thể kiểm soát được nên anh đào Yoshino thường được dùng cho các mục đích tạo cảnh quan. Nhiều giống cây trồng đã được chọn lọc; đáng chú ý có các giống 'Akebono', 'Ivensii', 'Shidare Yoshino'.
Tại Nhật Bản có một truyện cổ tích nói rằng mỗi mùa xuân thì một nàng tiên lại bay lượn thấp dưới bầu trời ấm áp và đánh thức các cây anh đào đang ngủ thức dậy để tiếp tục cuộc sống bằng hơi thẻ nhẹ nhàng của mình.
Anh đào Yoshino được du nhập vào châu Âu và Bắc Mỹ năm 1902. Loài cây này, cùng với giống 'Kanzan' (được tạo ra từ loài Prunus serrulata) là những cây tạo ra sắc hồng đẹp mắt mỗi khi mùa xuân về tại Washington D.C. và các thành phố khác của Mỹ. Khoảng 2000 cây anh đào do các công dân Tokyo tặng thành phố Toronto năm 1959 được trồng tại High Park.

## Hình ảnh

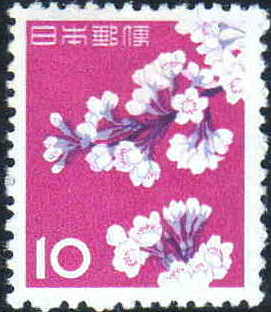
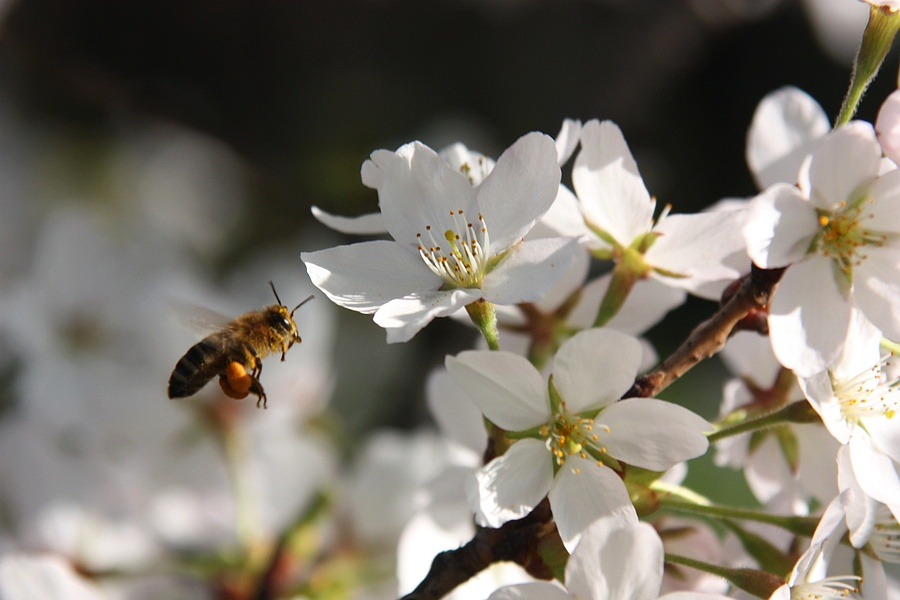
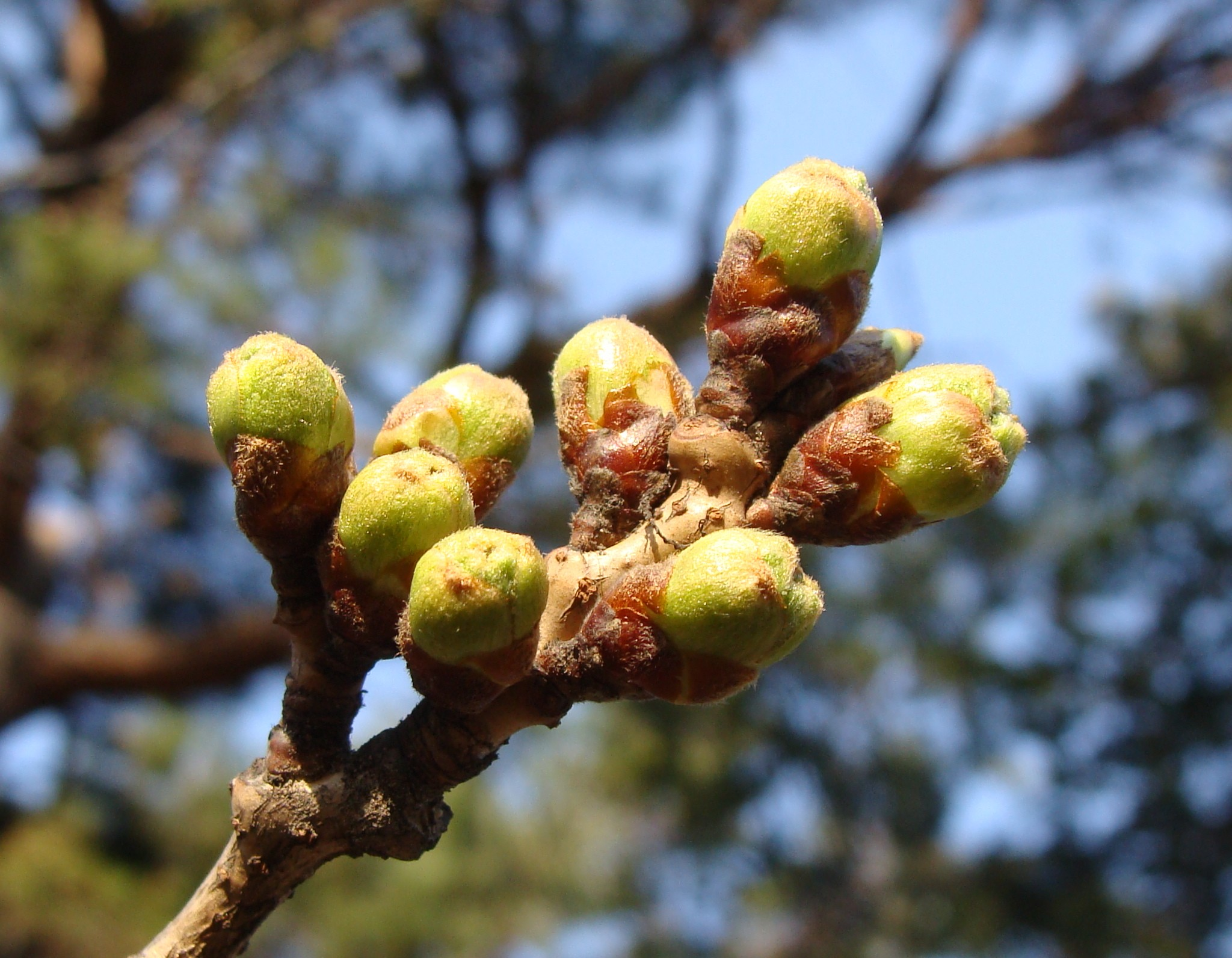
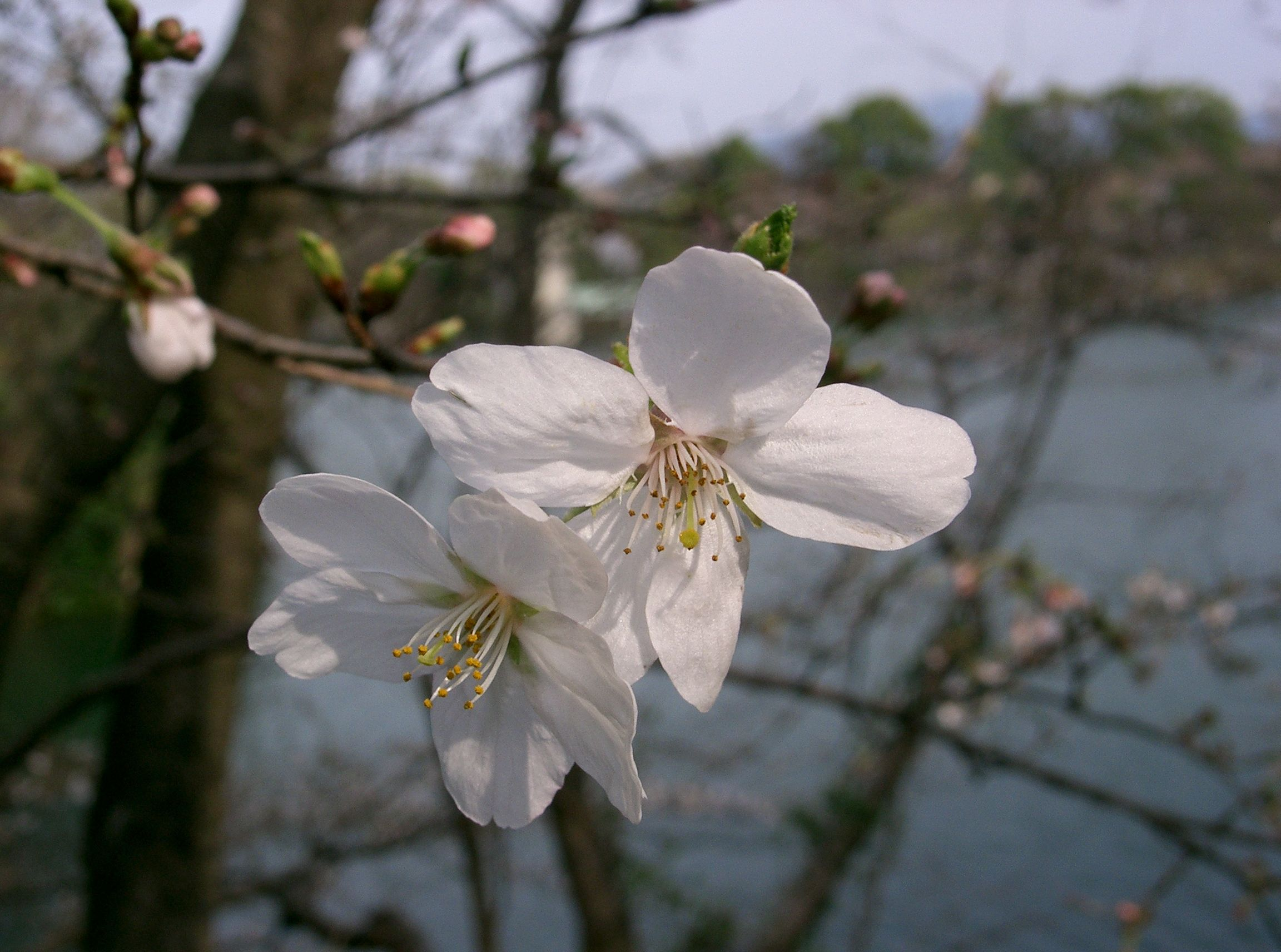